# Louis Wolheim

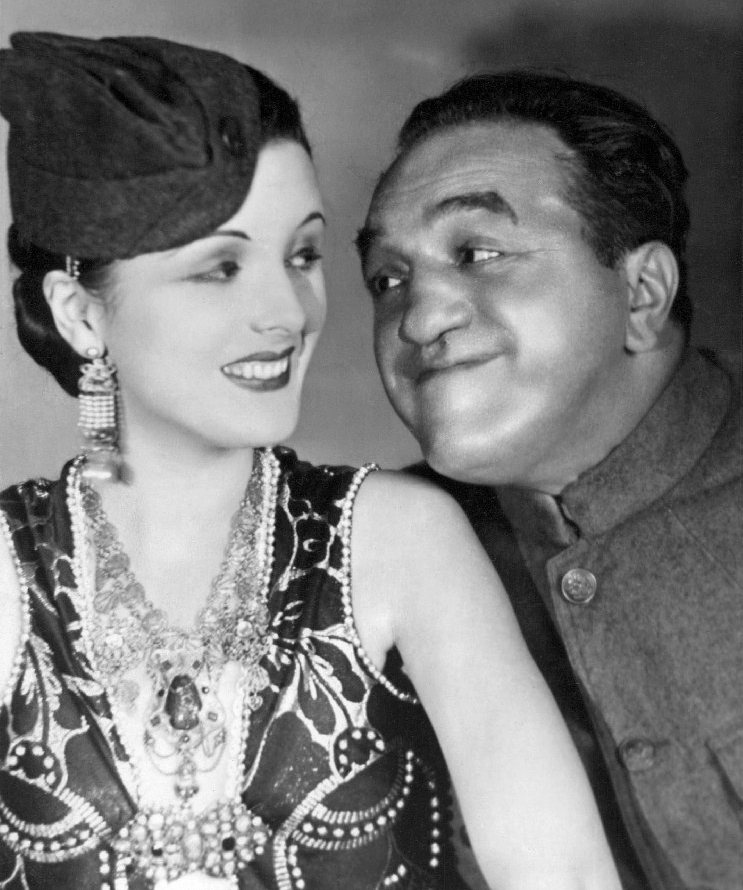
Mary Astor e Louis Wolheim no filme Two Arabian Nights

Louis Wolheim (New York, 28 de março de 1880 - Los Angeles, 18 de fevereiro de 1931) foi uma ator norte-americano.

## Biografia
Louis era professor de matemática antes de estrear nos filmes mudos em 1914. Era um homem culto que falava fluentemente francês, alemão, espanhol e iidiche.
Sua marca registrada era o nariz quebrado, que foi resultado de uma partida de futebol na faculdade.
Morreu precocemente de câncer no estômago.

## Filmografia
- The Sin Ship (1931)
- Gentleman's Fate (1931)
- The Silver Horde (1930)
- Danger Lights (1930)
- All Quiet on the Western Front (1930)
- The Ship from Shanghai (1930)
- Condemned (1929)
- Frozen Justice (1929)
- The Wolf Song (1929)
- Square Shoulders (1929)
- The Shady Lady (1928)
- The Awakening (1928)
- The Racket (1928)
- Tempest (1928)
- Sorrell and Son (1927)
- Two Arabian Knights (1927)
- Lover's Island (1925)
- Isn't Life Wonderful (1924)
- The Story Without a Name (1924)
- America (1924)
- The Uninvited Guest (1924)
- Unseeing Eyes (1923)
- Little Old New York (1923)
- The Go-Getter (1923)
- Enemies of Women (1923)
- Love's Old Sweet Song (1923)
- The Last Moment (1923)
- The Face in the Fog (1922)
- Sherlock Holmes (1922)
- Determination (1922)
- Orphans of the Storm (1921)
- Conceit (1921)
- Experience (1921)
- A Manhattan Knight (1920)
- Dr. Jekyll and Mr. Hyde (1920)
- Number 17 (1920)
- The Darkest Hour (1919)
- The Carter Case (1919)
- The Poor Rich Man (1918)
- A Pair of Cupids (1918)
- Opportunity (1918)
- Peg of the Pirates (1918)
- The House of Hate (1918)
- The Eyes of Mystery (1918)
- The Avenging Trail (1917)
- The Belle of the Season (1917)
- The Millionaire's Double (1917)
- The End of the Tour (1917)
- The Sunbeam (1916)
- The Brand of Cowardice (1916)
- Dorian's Divorce (1916)
- The New Adventures of J. Rufus Wallingford (1915)
- The Romance of Elaine (1915)
- The Warning (1914)